# مملكة كردستان
مملكة كردستان مملكة كردية أسسها شيخ محمود الحفيد في شمال العراق ما بين اعوام أكتوبر 1922 وحزيران 1924 المملكة كانت غير معترف بها دولياً.

## الأسباب التي أدت إلى قيام المملكة
من الاسباب المهمة لقيام المملكة هو الاشتراك باللغة والثقافة والتاريخ الكردي.

## الحرب مع الانجليز
اددت الحرب الى انتفاضة مع الشيخ محمود الحفيد في البداية كان البريطانيين يدعمونه لانه يجمع الشعب على حكم الانجليزي لاكن بعدها الشيخ كان يستمعل القوة ضد هم لان الشعب الكردي كان يريدون طرد الانجليز من الاراضي الكردية وقتلوا بعض القادة الانكليز فقامت حروب ومعارك ضد الانجليز وقصف الانكليز الاكراد وبعض المناطق وهناك جرحى وقتلى من كلى الطرفين فزاد قمع الانجليز.